# بلدة ريدفورد (ميشيغان)
ريدفورد (بالإنجليزية: Redford, Michigan)‏ هي بلدة تقع في مقاطعة وين (ميشيغان) بولاية ميشيغان في الولايات المتحدة. تبلغ مساحتها 29.1 (كم²)، وترتفع عن سطح البحر 191 م، بلغ عدد سكانها 48362 نسمة في عام 2010 حسب إحصاء مكتب تعداد الولايات المتحدة .

## أعلام
- جايسون فيشر
- اريك ويلسون
- ديك ويكفيلد
- نيك نيكلسون

## وصلات خارجية
- http://www.redfordtwp.com/
- The US50 - Cities and Towns in Michigan State
- Michigan Cities and Towns, Facts, Map, Flag, Colleges, Government, and More